# Marek Ługowski
Marek Wiesław Ługowski (ur. 8 maja 1964 w Starogardzie Gdańskim) – piłkarz reprezentacji Polski, prawy obrońca.
Wychowanek Włókniarza Starogard Gdański, następnie zawodnik Wierzycy Starogard Gdański. W 1985 roku przeszedł do Lechii Gdańsk, w której występował aż do 1994 roku. Piłkarską karierę zakończył w amatorskim niemieckim klubie CfB Ford Köln Niehl e.V.

## Reprezentacja Polski
Wiosną 1987 roku, po udanych meczach w młodzieżowej reprezentacji Polski selekcjoner kadry narodowej Wojciech Łazarek powołał Marka Ługowskiego na mecz z Norwegią (wygrany 4-1), który odbył się 24 marca 1987 roku we Wrocławiu. W swoim debiucie w reprezentacji Marek Ługowski zastąpił w przerwie meczu Jana Urbana ówczesną gwiazdę Górnika Zabrze. W ten sposób stał się drugim po Kazimierzu Deynie reprezentantem kraju rodem ze Starogardu Gdańskiego.
| Lp. | Data            | Miejsce   | Przeciwnik | Rezultat | Rozgrywki  | Grał   | Uwagi       |
| --- | --------------- | --------- | ---------- | -------- | ---------- | ------ | ----------- |
| 1.  | 24 marca 1987   | Wrocław   | Norwegia   | 4-1      | towarzyski | od 46' | [ 1 ] [ 2 ] |
| 2.  | 2 września 1987 | Bydgoszcz | Rumunia    | 3-1      | towarzyski | do 46' | [ 1 ]       |